# Yolanda T. Moses
Yolanda T. Moses (* 27. September 1946 in Los Angeles) ist eine US-amerikanische Anthropologin und Professorin an der University of California, Riverside.
Sie amtierte 1995–1997 als Präsidentin der American Anthropological Association (AAA).

## Leben
Moses machte 1968 das Bachelor-Examen am California State College in San Bernardino. Der Master-Abschluss in Anthropologie folgte 1974 an der University of California, Riverside, dort wurde sie 1976 zur Ph.D. (Anthropologie) promoviert. Bevor sie als Professorin an die University of California, Riverside zurückkehrte, war sie Professorin an der City University of New York sowie Gastforscherin an der Universität Salzburg und Gastprofessorin an der George Washington University.
In ihren Forschungen konzentriert sich Moses auf die Frage nach den Ursprüngen sozialer Ungleichheit in komplexen Gesellschaften durch den Einsatz vergleichender ethnographischer und Umfragemethoden. Sie hat sich mit Geschlechter- und Klassenunterschieden in der Karibik, in Ostafrika und in den USA befasst.

## Schriften (Auswahl)
- Mit Alan H. Goodman und Joseph L. Jones: Race. Are we so different? 2. Auflage, Wiley-Blackwell, Hoboken 2020, ISBN 978-1-11947-247-6.
- Mit Carol C. Mukhopadhyay und Rosemary Henze: How real is race? A sourcebook on race, culture, and biology. 2. Auflage, AltaMira Press, Lanham 2014, ISBN 978-0-75912-272-7.